# Indústria transformadora
A industria depende da conjugação de vários factores, que permitam produzir em quantidade com o mínimo de de custos de produção e o máximo lucro.
Indústrias transformadoras utilizam bens produzidos pelas indústrias de base e fabricam outras mercadorias, que podem ser:
- Duráveis: transporte, mecânica e construção civil

- Intermediárias: papel e papelão, madeira e plástico

- Não-duráveis: vestuário, perfumaria e sabão, alimentar